# 陳愷璜
陳愷璜（1960年1月30日—），前國立臺北藝術大學校長。法國國立高等美術學院造型藝術碩士，國立臺灣藝術專科學校美術科西畫組畢業。曾擔任國立臺北藝術大學美術學院院長、學務長，亦曾任教於亞洲大學。

## 爭議

### 豪華校長室
2024年5月，陳愷璜接受雜誌專訪公開校長室裝潢，引起北藝大學生不滿，質疑校長室太過豪華，整修費用過高，而宿舍漏水、系館不足等問題長期未獲解決，校內師生權益被忽視。

### 涉利益衝突
陳愷璜將學校標案發包自己兒子陳璽任，疑似違反「公務人員利益衝突迴避法」，教育部和監察院調查中。